# 102e régiment d'infanterie (France)
Pour les articles homonymes, voir 102e régiment.
Le 102e régiment d'infanterie (102e RI) est un régiment d'infanterie de l'Armée de terre française créé sous la Révolution à partir d'une grande partie de la garde nationale soldée de Paris qui avait été elle-même presque entièrement composée d'hommes venant du régiment licencié des Gardes françaises.

De cette dislocation sont également créés les 103e et 104e régiments d'infanterie.

## Création et différentes dénominations
- 1791 : Création du 102e régiment d'infanterie.
- 1794 : 102e demi-brigade première formation
- 1796 : 102e demi-brigade de deuxième formation
- 1803 : 102e régiment d'infanterie de ligne.
- 16 juillet 1815 : comme l'ensemble de l'armée napoléonienne, il est licencié à la Seconde Restauration
- Lors de la réorganisation des corps d'infanterie français en 1820, le 102e régiment d'infanterie de ligne n'est pas recréé, son numéro reste vacant jusqu'en 1855.
- 1855 : 102e régiment d'infanterie de ligne.
- 1856 : dissous.
- 1859 : 102e régiment d'infanterie de ligne.
- 1862 : licencié[2]
- 1872 : 101e régiment d'infanterie de ligne.
- 1882 : 101e régiment d'infanterie.
- 1914 : à la mobilisation, il donne naissance au 302e régiment d'infanterie
- 1940 : dissous.

## Colonels/Chef de brigade
- 1791 : colonel Charton[3]
- 1792 : colonel Michel Villot de La Tour (**)[4]
- 1792 : colonel Claude Antoine Capon de Château-Thierry (**)[3]
- 1793 : chef de brigade Claude Louis Brun dit Lebrun (**)[4]
- 1794 : chef de brigade Barthélémy[5]
- 1794 : chef de brigade Georges Monet (*)[5]
- 1796 : chef de brigade Eustache Beltz[6]
- 1796 : chef de brigade François Jalras (**)[6]
- 1804 : colonel Cattanéo (tué le 3 septembre 1806)[7]
- 1806 : colonel Pierre Espert de Sibra (**)[7]
- 1812 : colonel André Maréchal[8]
- de 1815 à 1855 le no 102 est vacant
- 1855 : colonel Elie-Thédorore-Clairmonté Cardonne[9]
- 1859 : colonel Charle-René-Stanislas Supervielle[9]
- 1859 : colonel Auguste-André O'Malley (**)[10]
- 1860 : colonel Georges-Hippolythe Théologue (**)[11]
- 1871 : colonel Christophe Victor Vilmette (***)[11]
- 1875 : colonel Mathieu-Gabriel-Jules Jobey (**)[12]
- 1882 : colonel Frédéric Koch (**)[13]
- 1889 : colonel François-Jules-Gustave Langlois (**)[13]
- 1890 : colonel Louis-Léon-Christophe Roulin[14]
- 1895 : colonel François Ambrosini (***)[15]
- 1907 : colonel Henri François Amédée Mollard (***)
- 24 mars 1914 - 11 décembre 1914 : Colonel Valantin
- 12 juillet 1918 - 4 mars 1919 : Colonel Louis Lepetit (***)
- 1939-1940 : lieutenant colonel Flouriot.

(**) officier devenu par la suite général de brigade 
(***) officier devenu par la suite général de division  

## Historique des garnisons, combats et batailles du102eRI

### 102erégiment d'infanterie de ligne(1791-1792)

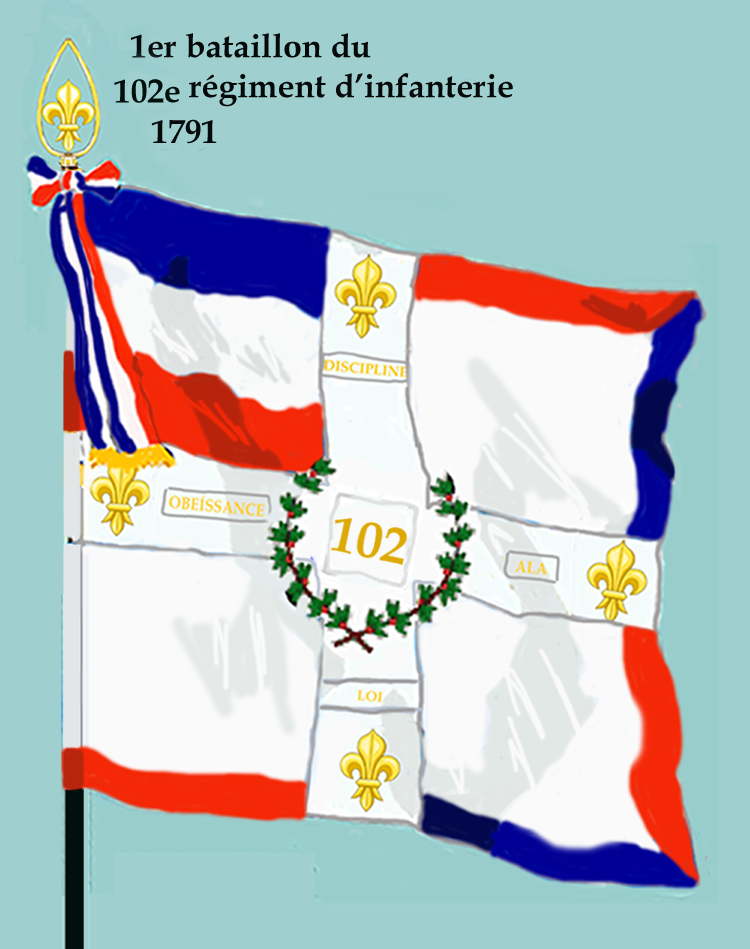
Drapeau du 1er bataillon du 102e régiment d'infanterie de ligne de 1791 à 1793
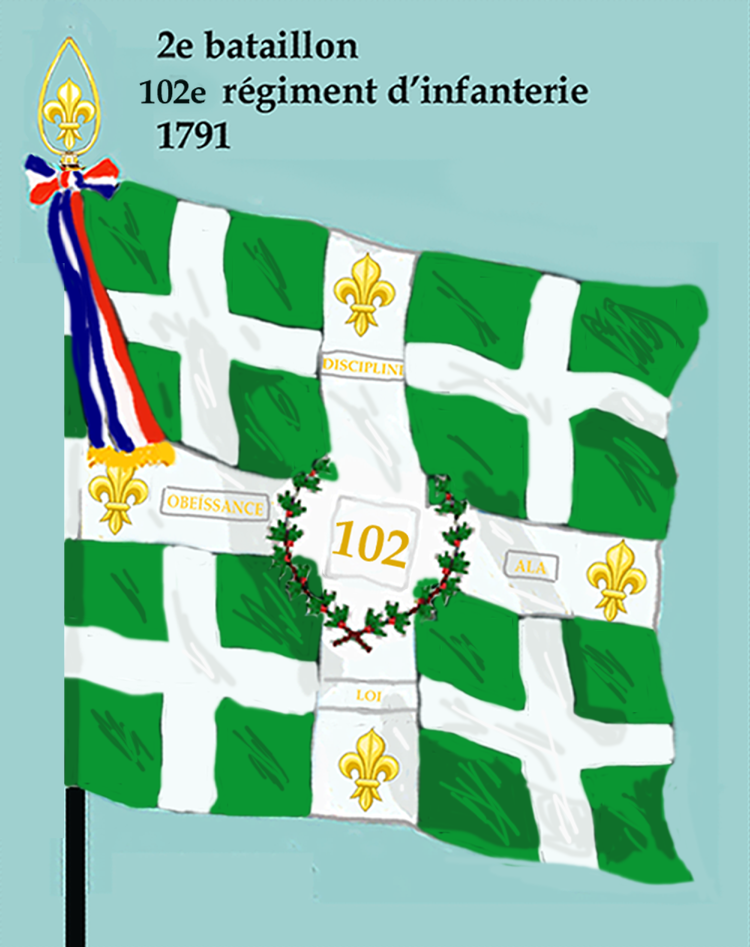
Drapeau du 2e bataillon du 102e régiment d'infanterie de ligne de 1791 à 1793

#### Guerres de la Révolution et de l'Empire
Le 102e régiment est créé par décrets des 3 août 1791 et 29 janvier 1792 à partir d'une grande partie de la garde nationale soldée de Paris qui avait été elle-même presque entièrement composée d'hommes venant du 1er et 2e bataillons du régiment licencié des Gardes françaises,,.
Le 20 septembre 1792, pour son baptême du feu, le 1er bataillon du 102e régiment d'infanterie, rattaché à l'Armée du Centre, prend part à la bataille de Valmy. Il défend le Moulin de Valmy, au centre de l'attaque prussienne repoussée par l'artillerie française. Le bataillon rejoint ensuite l'armée de la Moselle. Le 2d bataillon qui était resté en garnison à Nancy rejoint le 1er en décembre 1792 puis le régiment est à nouveau séparé en juillet 1793.
Le 1er bataillon du 102e rejoint en juillet 1793 l'Armée du Nord et stationne près de Lille. Il ne participe pas à la bataille de Hondschoote le 8 septembre, mais il combat à la bataille de Menin le 13 et est anéanti à la bataille de Marchiennes le 31 octobre 1793.
En août 1793, le 2e bataillon, combat près de Saint-Ingbert dans la Sarre et reflue face à l'attaque allemande le 17. Le 20 août, après avoir pris le village de Röderich à une petite force prussienne, une colonne de 4 000 soldats, dont le 2e bataillon, est contre-attaquée par 22 000 Prussiens. Les Français échappent de peu à l'anéantissement total pendant leur repli sur Schorbach. Envoyé à Main du Prince en octobre, le régiment en est chassé par une importante force ennemie, et se replie vers Dambach. Affecté à l'Armée du Rhin en retraite depuis Wissembourg, il est engagé à Saverne, où les Prussiens sont stoppés le 23 octobre. Il combat ensuite à Mittersheim le 1er décembre, sur le Geisberg le 26, sur la Lauter le 28 décembre.
Début janvier 1794 il participe au siège de Fort-Louis, puis avec l'armée de la Moselle il se trouve aux combats d'Arlon en avril 1794. Il part ensuite à Longwy, où il défend les arrières de l'armée française jusqu'en septembre. Fin octobre, il participe au siège du château de Rheinfels, évacué par les Hessois le 2 novembre.

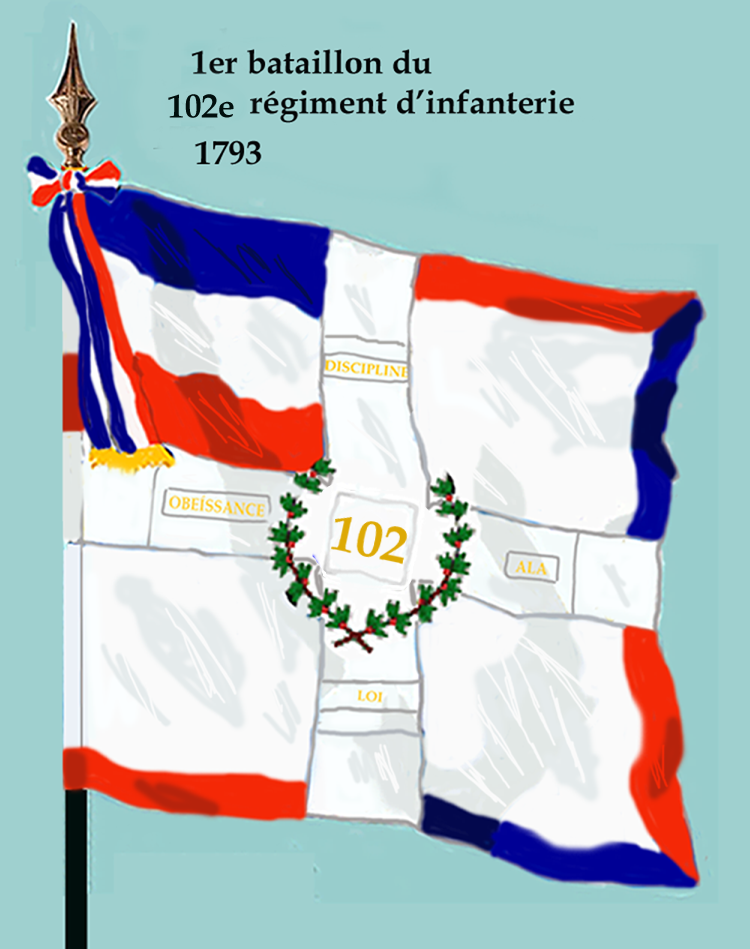
Drapeau du 1er bataillon du 102e régiment d'infanterie de ligne de 1793 à 1804
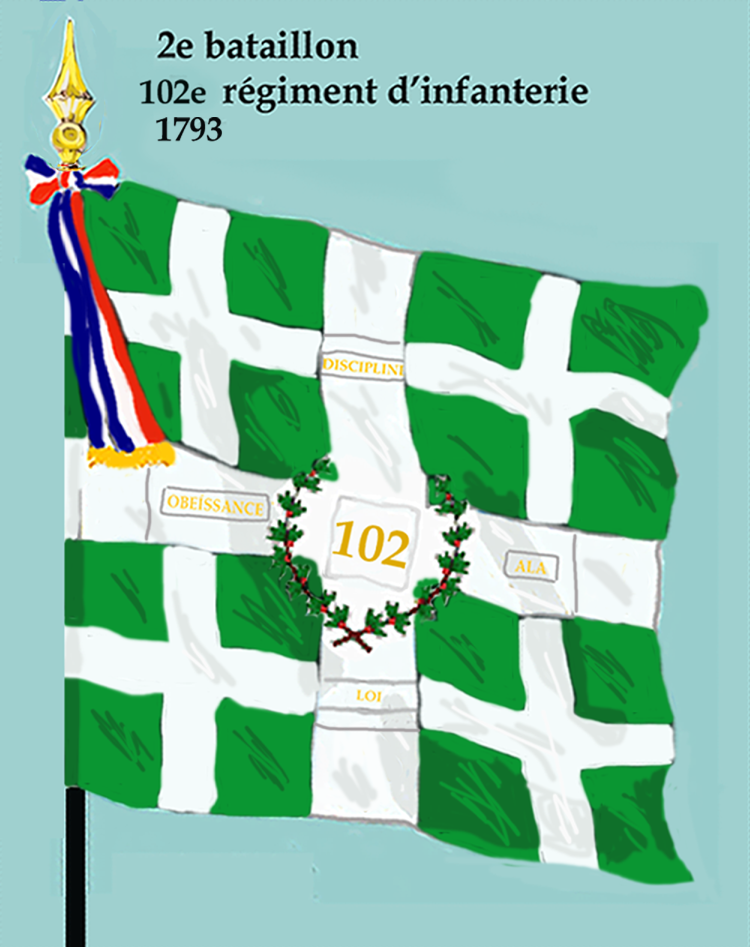
Drapeau du 2e bataillon du 102e régiment d'infanterie de ligne de 1793 à 1804

Conformément aux lois du 21 février, du 12 août 1793 et au décret de la Convention du 17 nivôse an II (6 janvier 1794), on s'occupait de l'embrigadement des troupes de ligne avec les bataillons de volontaires.

- Le 1er bataillon du 102e régiment d'infanterie, est amalgamé en 1794, pour former la 179e demi-brigade d'infanterie.
- Le 2e bataillon du 102e régiment d'infanterie, est amalgamé en 1794, pour former la 180e demi-brigade d'infanterie.

### 102edemi-brigade de première formation (1793-1796)

#### Guerres de la Révolution et de l'Empire
Conformément aux lois du 21 février, du 12 août 1793 et au décret de la Convention du 17 nivôse an II (6 janvier 1794), on s'occupait de l'embrigadement des troupes de ligne avec les bataillons de volontaires. 

La 102e demi-brigade de bataille est formée en 1794, de l'amalgame 
- du 2e bataillon du 51e régiment d'infanterie (ci-devant La Sarre)
- du 3e bataillon de volontaires du Var
- du 6e bataillon de volontaires du Var[30].

Affectée à l'armée d'Italie, il participe à la bataille de Saorge face aux Piémontais le 29 avril 1794, puis à la prise et à la défense du col de Tende, les 7 et 8 mai. Les opérations offensives sont stoppés après la chute de Robespierre le 27 juillet.
Après la reprise des combats, les trois bataillons de la 102e combattent à la bataille de Loano le 23 et 24 novembre 1795.
Le 21 germinal an IV (10 avril 1796) la 102e demi-brigade amalgamé dans la 69e demi-brigade de de deuxième formation.

### 102edemi-brigade de deuxième formation (1799-1803)

#### Guerres de la Révolution et de l'Empire
La nouvelle 102e demi-brigade est formée le 11 ventôse de l'an IV (1er mars 1796), par l'amalgame des anciennes 
- 59e demi-brigade de première formation (1er bataillon du 30e régiment d'infanterie de ligne ci-devant Perche, 4e bataillon de volontaires de Paris  également appelé bataillon des Sections Armées et 7e bataillon de volontaires de Rhône-et-Loire)
- 1er et 2e bataillons de la 177e demi-brigade de première formation (1er bataillon du 99e régiment d’infanterie ci-devant Royal Deux-Ponts, 1er bataillon de volontaires du Haut-Rhin et 3e bataillon de volontaires du Bas-Rhin)[35].

En 1796, affectée à l'armée de Sambre-et-Meuse, elle prend part à la campagne d'Allemagne. Elle couvre l'armée française face à Mayence en juin, puis passe le Rhin  à Neuwied (2 juillet). Les 2e et 3e bataillons, participent aux sièges d'Ehrenbreitstein et le 1er bataillon à celui de Cassel. Les sièges sont levés le 18 août (Ehrenbreitstein) et le 12 septembre (Cassel), face à l'avancée des Autrichiens. Réunie, la demi-brigade participe à la bataille de Limbourg (16 septembre), aux combats retardeurs de Molsberg et Freilingen (18 septembre), puis à la bataille d'Altenkirchen (19 septembre), où Marceau est tué. L'armée reste ensuite inactive, se contenant de bloquer une tentative d'infiltration sur la Nahe en octobre 1796.
La demi-brigade est à Coblence depuis mars 1797 dans la division Championnet lorsque l'offensive reprend le 17 avril 1797. Elle combat à Herborn et Steinberg (près d'Ehringshausen) le 21 avril, puis l'avancée française s'arrête après la paix de Leoben.
En 1799, affectée à l'armée du Danube, elle prend part à la campagne de Suisse, et participe à la première bataille de Zurich. Après avoir pris position à Dietikon, où elle franchit la Limmat, elle se dirige sur Regensdorf, et s'établit sur les hauteur dominant Zurich. Le 25 juin 1799, bloquant la route de Winterthour, elle soutient, avec la 10e demi-brigade légère et la 37e demi-brigade de deuxième formation, un combat opiniâtre contre les forces Russes, de 10 heures du matin jusqu'à la nuit.
En 1800, affectée à l'armée du Rhin puis à l'armée d'Italie, la 102e demi-brigade prend part à la campagne d'Italie, et se distingue à Solférino, Cavriana et Monzambano.

### 102erégiment d'infanterie de ligne(1803-1815)

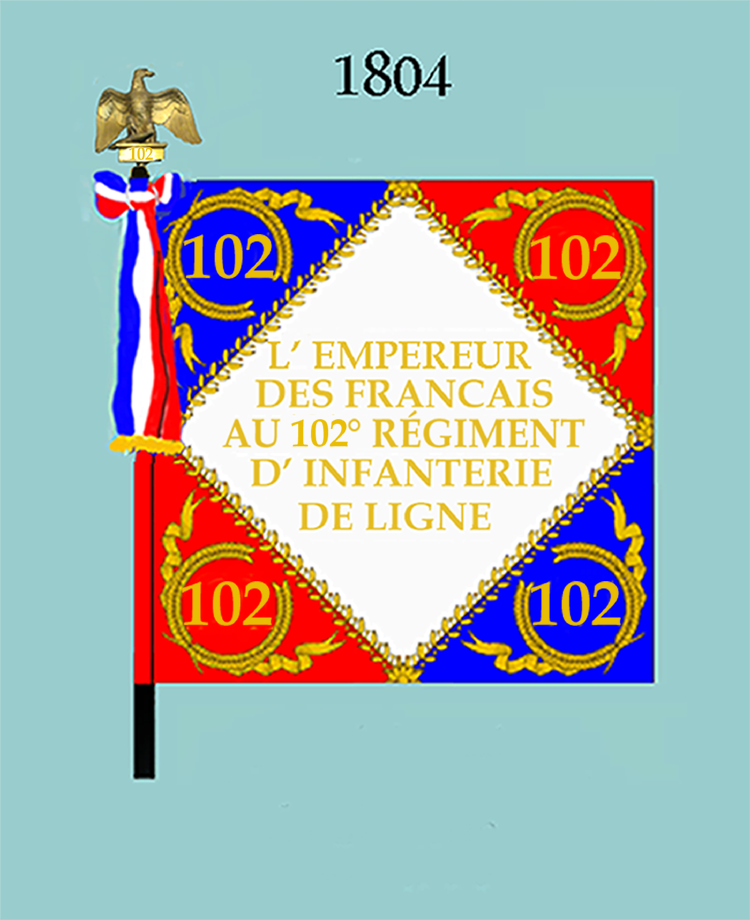
Drapeau modèle de 1804 (avers)
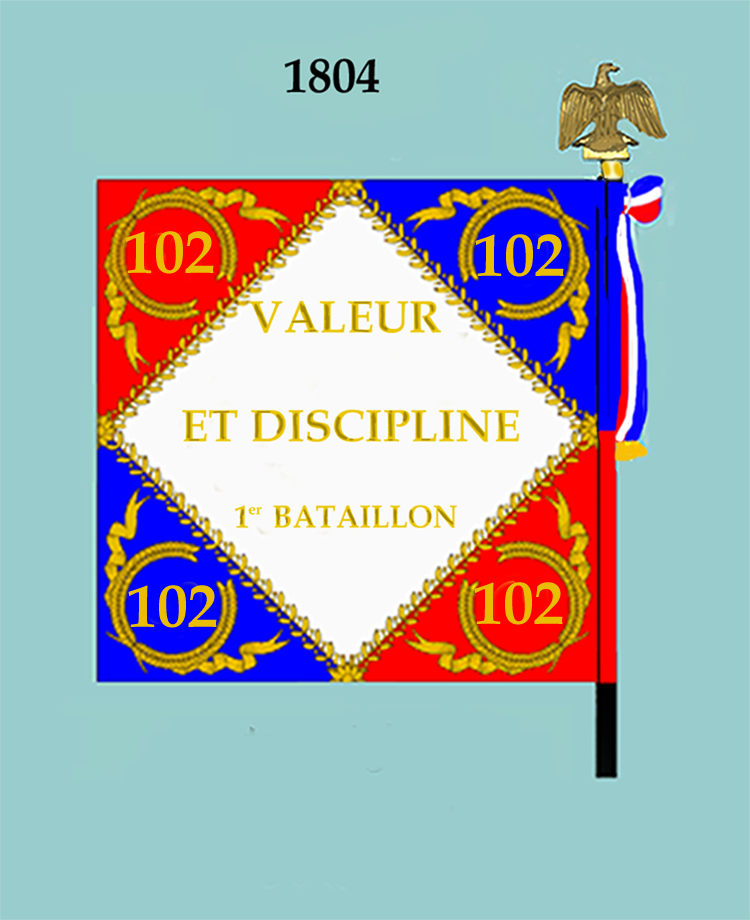
Drapeau modèle de 1804 (revers)

#### Guerres de la Révolution et de l'Empire
Le  1er vendémiaire an XII (24 septembre 1803), la 102e demi-brigade est renommée 102e régiment d'infanterie de ligne.
De 1807 à 1814 le 102e de ligne fait les campagnes en Italie, en Allemagne, en Catalogne...
Parmi les faits d'armes on peut citer :

En octobre 1808, la prise de Capri sous les ordres du général Lamarque.

Le 27 mai 1809, lors de l'assaut du fort de Malborghetto.

Le 14 juin 1809, à la bataille de Raab.

Le 7 octobre de la même année lors du combat de Saffnitz.
armées d'Italie et de Naples. colonel Espert.

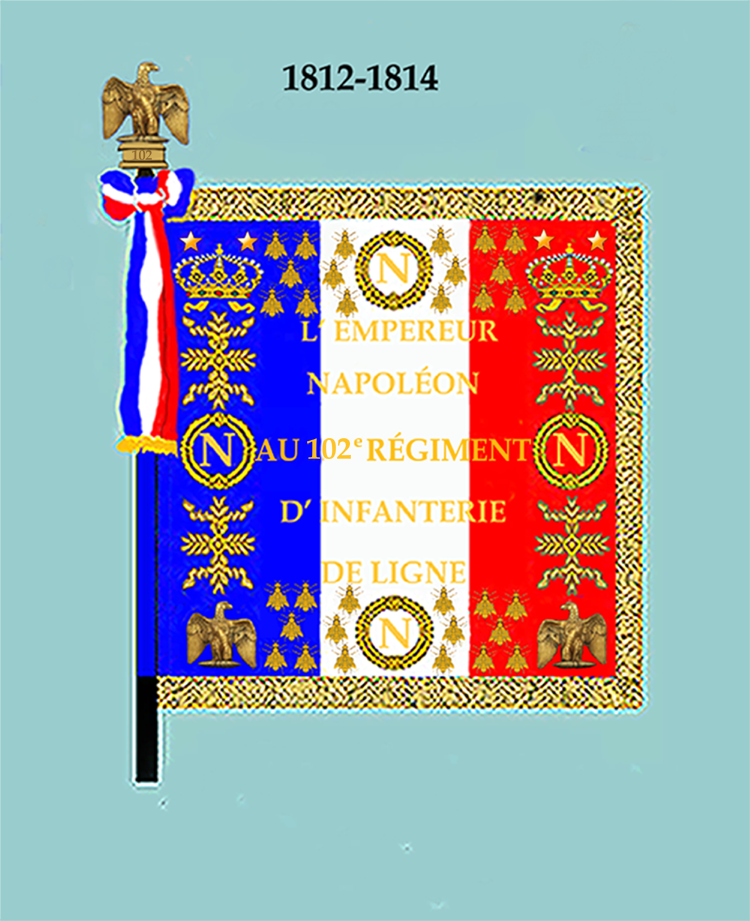
Drapeau modèle de 1812 (avers)
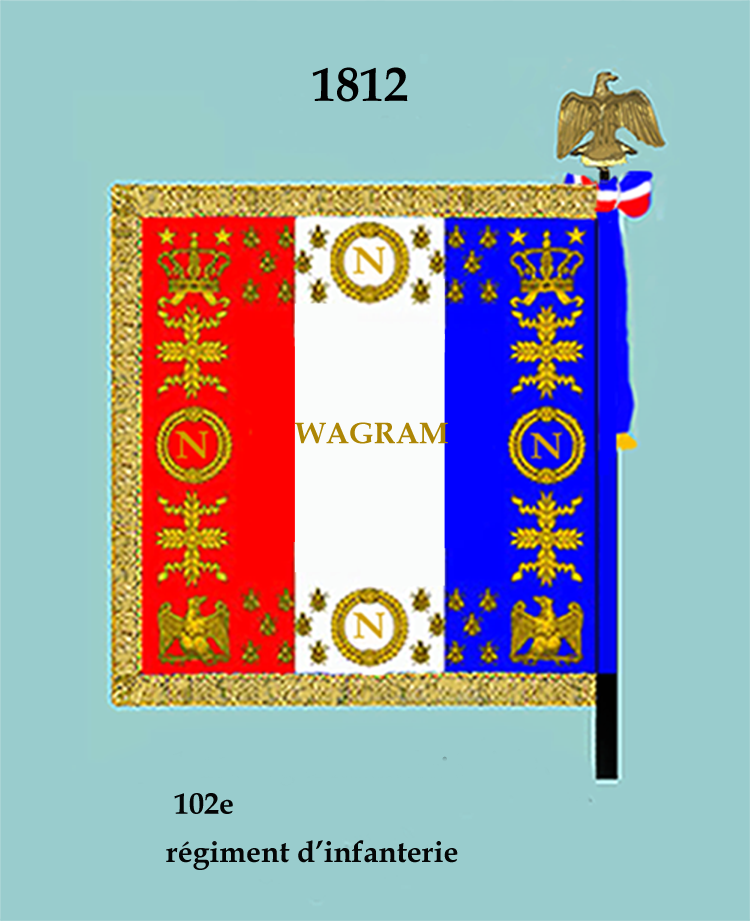
Drapeau modèle de 1812 (revers)

- 12 mai 1814 : Le 102e régiment d'infanterie de ligne prend le no 83. Le no 102 devient vacant[44].
- Un décret du 20 avril 1815 rendit aux anciens régiments d'infanterie de ligne les numéros qu'ils avaient perdus sous la première restauration; le 102e régiment d'infanterie de ligne reprend son nom[44].

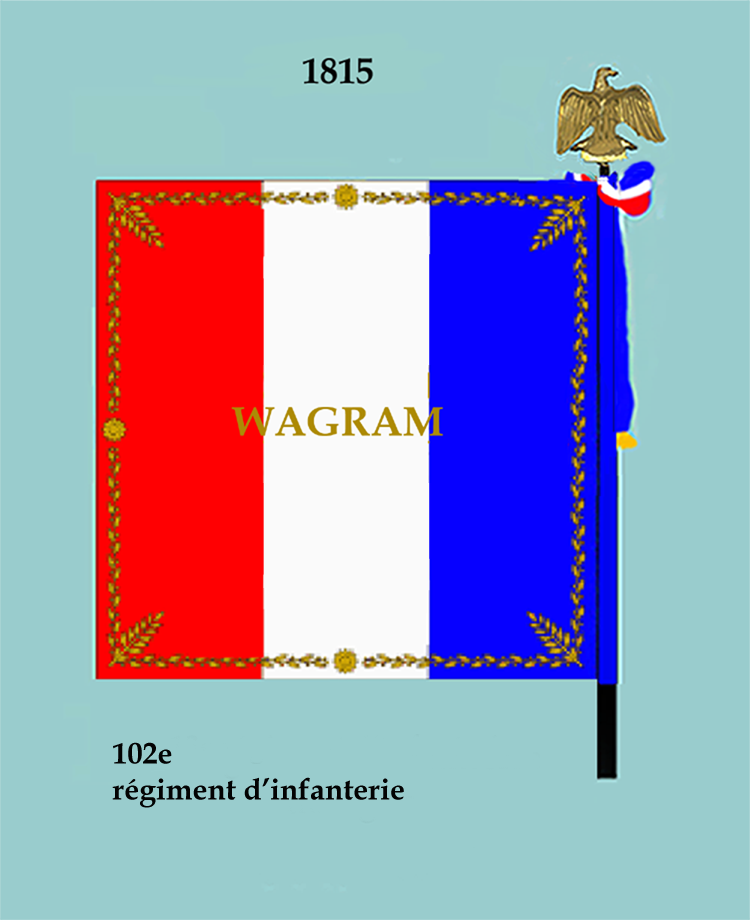
Drapeau modèle de 1815 (revers)

Il est licencié à la Seconde Restauration. Ses cadres sont versés à Mont-de-Marsan dans la 38e légion départementale qui prend le nom de légion des Landes, les 1er et 2e bataillons sont dissous à Belfort le 15 septembre et les 3e, 4e, 5e et 6e bataillons à Niort le 12 septembre.
Lors de la réorganisation des corps d'infanterie français en 1820, le 102e régiment d'infanterie de ligne n'est pas recréé, son numéro reste vacant jusqu'en 1855.

### 102erégimentd'infanterie de ligne (1855-1856)

#### Second Empire
Un décret du 2 avril 1855 crée le 102e régiment de ligne, composé de 4 bataillons à 6 compagnies.
Le 102e ne fait participe pas à la guerre de Crimée et demeure à Lyon où il est licencié, le 15 mai 1856, après la paix.

### 102erégimentd'infanterie de ligne (1859-1862)

#### Second Empire
Un décret du 2 mai 1859 crée de nouveau le 102e régiment d'infanterie de ligne, formé comme les autres régiments à 4 bataillons dont 3 bataillons de guerre à 6 compagnies, dont 2 d'élite et un dépôt à 6 compagnies de fusiliers. Les 24 compagnies du 102e furent fournies par les 5e, 7e, 10e, 13e, 16e, 17e, 31e, 32e, 35e, 36e, 39e, 42e, 47e, 57e, 62e, 63e, 66e, 67e, 79e, 83e, 94e, 95e, 96e et 97e régiments d'infanterie.
En 1860, le 102e participe à la campagne de Chine et prend part aux différents combats. Il participe à la prise des forts du Peï-Ho le 21 août, à la bataille de Zhangjiawan le 18 septembre et au sac du Palais d'Été, à Pékin en octobre 1860. Le régiment rejoint Tianjin le 6 novembre puis le 1er bataillon est envoyé à Shanghai en mai 1861. Débarqué à Toulon le 17 février 1862, le régiment est licencié le 1er avril suivant.

### 102erégimentd'infanterie de ligne (1872-1882)

#### De 1872 à 1914
Un décret du président de la République en date du 10 avril 1872 ayant prescrit que les régiments provisoires devenaient définitifs et prendraient la dénomination de régiment de ligne avec un numéro de série, le 2e régiment d'infanterie provisoire prend la dénomination de « 102e régiment d'infanterie de ligne » et reste à la caserne Charras à Courbevoie qu'il occupe depuis le 28 mars 1872.

Le 1er mai 1872 il forme les deux premières compagnies d'un 4e bataillon et le 26 Septembre, de la même année, les quatre dernières compagnies de ce bataillon sont constituées.
En 1873, 3 compagnies du 102e passe au 130e régiment d'infanterie
Conformément à la loi du 13 mars 1875, le régiment est constitué à 4 bataillons de 4 compagnies, plus 2 compagnies de dépôt. Pour ce faire, 3 compagnies sont supprimées en avril 1875, et les hommes sont versés dans les autres compagnies, les officiers mis à la suite.
Le 102e régiment demeure dans le gouvernement militaire de Paris, avec un détachement à Laval jusqu'en 1878, ou le régiment est envoyé en entier dans la ville préfecture de la Mayenne et rattaché au 4e corps d'armée.
Il ne participe à aucune opérations actives avant la Première Guerre mondiale.

### 102erégimentd'infanterie

#### Première Guerre mondiale
- Elle ne cite pas suffisamment ses sources. Vous pouvez indiquer les passages à sourcer avec {{référence nécessaire}} ou {{Référence souhaitée}}, et inclure les références utiles en les liant aux notes de bas de page. (Marqué depuis novembre 2020)
- Elle contient une ou plusieurs listes. Le texte gagnerait à être rédigé sous la forme d’un ou plusieurs paragraphes synthétiques, afin d’être plus agréable à lire. (Marqué depuis novembre 2020)
- Son texte doit être wikifié : il ne correspond pas à la mise en forme Wikipédia (style, typographie, liens internes, liens entre les wikis, etc.). (Marqué depuis novembre 2020)

Casernement en 1914 : Paris, Chartres.
À la mobilisation, il se dédouble en donnant naissance au 302e régiment d'infanterie.
Le régiment est affecté à la 13e brigade d'infanterie, 7e division d'infanterie, 4e Corps d'Armée. Le régiment reste à la 7e DI d’août 1914 à novembre 1918.

##### 1914
- Bataille de Longwy (Ethe - 22 août)
- Retraite des 3e et 4e Armées : Petit-Xivry (24 août)
- 1re Bataille de la Marne (5 au 13 septembre) : Nanteuil-le-Haudouin (épisode des Taxis de la Marne)
- Course à la mer : Bois St Mard, Lassigny (15-17 septembre)

##### 1915
- Batailles de Champagne : Le Mesnil-lès-Hurlus (24 –26 février) Aubérive (25-30 sept.)
- 25 septembre-6 octobre : seconde bataille de Champagne

##### 1916
- Bataille de Verdun : Secteur Margueritte

##### 1917
- Lorraine, Badonviller, Verdun, Vacherauville puis les Eparges, Haudiomont, Champagne, Moronvilliers, le Cornillet.

##### 1918
- 2e Bataille de la Marne : nord d’Epernay : bois St Marc, Romery, le Paradis, Nanteuil (16-30 juillet ) 
  - Citation à l'ordre de l'Armée :

« Du 16 au 30 juillet 1918, sous le commandement du lieutenant-colonel Lepetit, a contre-attaqué l’ennemi pour arrêter son avance, l’a fixé, l’a attaqué énergiquement pour le forcer à la retraite et, le poursuivant pendant 12 kilomètres, a achevé glorieusement sa tâche en enlevant par une brillante manœuvre un village et une position fortement occupés. A fait plus de 150 prisonniers dont 4 officiers, et a capturé un matériel de guerre considérable. »

- Seconde bataille de Champagne (26 septembre), Saint-Clément, Arnes (8 octobre)
- Bataille de l'Aisne (octobre) - Seconde citation à l'ordre de l'Armée :

« Très beau régiment qui, sous le commandement énergique et l’habileté manœuvrière du lieutenant-colonel Lepetit, a montré pendant les combats qu’il a livrés du 25 septembre au 20 octobre 1918, dans deux secteurs différents, ses brillantes qualités offensives et son endurance. Le 8 octobre, a réussi à faire un bond de 800 mètres sur un glacis battu par les mitrailleuses ennemies et soumis à de violents tirs d’artillerie. Du 9 au 20 octobre, après avoir travaillé sans relâche dans un terrain très difficile à réduire l’ennemi par la manœuvre, a rompu sa ligne, l’a poursuivi sans trêve pendant 20 kilomètres et, grâce à son initiative, l’a empêché de s’établir entre le canal des Ardennes et l’Aisne, permettant ainsi les opérations de nettoyage de cette région. A fait plus de 100 prisonniers et a capturé un matériel de guerre considérable. »

- 18 décembre remise par le général Debeney, commandant la 1re Armée, de la fourragère aux couleurs de ruban de la croix de guerre 1914-1918.

Le régiment est dissout le 16 février 1920.

#### Seconde Guerre mondiale
Formé le 9 septembre 1939 le 102e RI sous les ordres du lieutenant colonel Flouriot, il appartient à la 7e division d'infanterie de la 3e armée. À la division appartiennent également le 93e RI ; le 130e RI ; le 31e régiment d'artillerie divisionnaire ; le 231e régiment d'artillerie lourd divisionnaire ; le 40e groupe de reconnaissance divisionnaire, le 6e régiment du génie 1re et 2e compagnie ; 81e compagnie télégraphique ; 82e compagnie radio ; 4e compagnie hippomobile ; 4e compagnie auto ; 4e groupe d'exploitation divisionnaire ; 7e groupe sanitaire divisionnaire ; parc d'artillerie no 7.

## Drapeau
Il porte, cousues en lettres d'or dans ses plis, les inscriptions suivantes :
- Valmy 1792
- Zurich 1799
- Wagram 1809
- Fort du Pei-ho 1860
- L'Ourcq 1914
- Reims 1918
- Somme-Py 1918

## Décorations
Sa cravate est décorée de la Croix de guerre 1914-1918 avec deux citations à l'ordre de l'armée .
Il a le droit au port de la fourragère aux couleurs de ruban de la croix de guerre 1914-1918.

## Personnalités ayant servi au régiment
- Jean-Pierre Altemayer dit Altemer, chef de bataillon
- Robert André-Michel (1884-1914), historien, y fait son service militaire de 1903 à 1904. Son nom est inscrit au Panthéon parmi les 560 écrivains morts pour la France pendant la Première Guerre mondiale.
- Marcel Audibert (1883-1967), juriste, journaliste et écrivain
- Paul Azan (1874-1951), général et historien
- Pierre Boudreaux (1882-1914), philologue et membre de l'École française de Rome, y fait son service militaire de 1902 à 1903. Son nom est inscrit au Panthéon parmi les 560 écrivains morts au combat pendant la Première Guerre mondiale.
- Guy des Cars (1911-1993), écrivain
- Maxime David (1885-1914), philosophe et père de Jacqueline de Romilly, caporal au régiment, tué à Saint-Mard-les-Triots le 1er octobre 1914. Son nom est inscrit au Panthéon parmi les 560 écrivains morts au combat pendant la Première Guerre mondiale.
- Martin François Dunesme (1767-1813), général de la Révolution et de l'Empire
- Paul Grappe (1891-1928), soldat déserteur de la Première Guerre mondiale.
- André Guillaumin (1885-1974) dit le père Guillaumin, botaniste, sous-lieutenant, puis capitaine
- Lucien Gumpel (1880-1915), professeur agrégé de lettres, poète et auteur dramatique. Sergent porté disparu à Aubérive le 25 septembre 1915, son nom est inscrit au Panthéon dans la liste des 560 écrivains morts pour la France.
- Édouard Hardÿ de Périni (1843-1908), général
- François Jalras (1750-1817), général de la Révolution et de l'Empire
- Jacques Lecapitaine (1765-1815), général de la Révolution et de l'Empire
- Georges Monet (1751-1802), général de la Révolution et de l'Empire
- Jean Muller (1771-1834), colonel de la Révolution et de l'Empire
- Félix de Pachtère (1881-1916), archéologue et membre de l'École française de Rome y fait son service militaire de 1902 à 1903.
- Raymond Pierre Penne (1770-1815), général de la Révolution et de l'Empire
- Balthazar Romand (1749-1811), général de la Révolution et de l'Empire
- Henry du Roure (1883-1914), journaliste et écrivain, y fait son service militaire de 1904 à 1905
- Léonce Rousset (1850-1938), officier et historien
- Maurice de Waleffe (1874-1946), journaliste et écrivain
- Charles Albert de Wautier (1757-1843), général de la Révolution et de l'Empire

## Culture
Dans son roman L’Officier sans nom, Guy des Cars raconte l'épopée du 102e RI durant la campagne de 1939-1940.